# Zaharivka, Novoukraiinka
Zaharivka (în ucraineană Захарівка) este localitatea de reședință a comunei Zaharivka din raionul Novoukraiinka, regiunea Kirovohrad, Ucraina.

## Demografie
Componența lingvistică a localității Zaharivka
     Ucraineană (94,74%)
     Rusă (2,45%)
     Română (2,45%)
     Alte limbi (0,24%)
Conform recensământului din 2001, majoritatea populației localității Zaharivka era vorbitoare de ucraineană (94,74%), existând în minoritate și vorbitori de rusă (2,45%) și română (2,45%).